# Álvaro Darío Lara
Álvaro Darío Lara (San Salvador, 1966) es un escritor salvadoreño especializado en la poesía, periodismo y docencia académica.

## Reseña biográfica
Álvaro Darío Lara es poeta, académico, crítico literario y periodista cultural. Su interés de la literatura se evidenció cuando, a los dieciséis años, fue director del periódico estudiantil “El Cervantino” del Instituto Cultural “Miguel de Cervantes”. Se licenció en literatura en la Universidad Centroamericana José Simeón Cañas. Ha ejercido la docencia media y universitaria en instituciones educativas de El Salvador. Perteneció al Taller Literario Xibalbá. Fue director de los suplementos culturales: Astrolabio (Diario El Mundo, 1995-1998) y Tres Mil (Diario Co Latino, 2001-2003), también productor y conductor de los espacios culturales En voz alta (Radio Clásica de El Salvador) y Debate cultural (canal 10 de El Salvador). Obra suya aparece en antologías norteamericanas, españolas, latinoamericanas y europeas. Traducido al inglés por la doctora Elizabeth Gamble Miller; y al francés por Marie Poumier.
El poeta Roberto Armijo se refiere a su poesía en los siguientes términos:

“Es una poesía meditativa, interiorizada por el murmullo del pensamiento. No es para nada precipitada, y en este sentido, podríamos opinar que el poeta no quiere abandonarse a la música verbal.”

Mientras que el poeta Ricardo Lindo Fuentes expresó de él:

“Hay en su voz un sentimiento nostálgico que mitiga una gota de ironía, y una búsqueda de nuevas modalidades expresivas.”

## Obra
La obra periodística y de opinión de Álvaro Darío Lara es extensa, y se encuentra distribuida en revistas, periódicos y archivos radiales y televisivos. Algunos títulos son:
- Vitrales (poesía, 1987)
- Estaciones (poesía, 1994)
- Este reloj marca soledad (poesía, Nicaragua, 1995)
- Violeta de Contracorriente (poesía, 1998)
- Minotauro (1998)
- Los Vecinos de la Casa (antología de poetas jóvenes, 2001).
- Quiromancia (poesía, 2019)[5]

Además es autor de las siguientes ediciones críticas:
- Obras escogidas de Matilde Elena López (2006)
- Obras escogidas de Ricardo Trigueros de León (2007)